# Rosmunda
Rosmunda, talvolta anche Rosamunda (... – fl. 572), fu una nobildonna gepida, regina consorte dei Longobardi e regina consorte d'Italia come moglie di re Alboino.
La sua fama si deve a un celeberrimo episodio che la vide orrendamente coinvolta. Infatti, dopo essere stata rapita e sposata da Alboino, secondo la tradizione fu costretta da quest'ultimo a bere direttamente dal teschio del suo stesso padre, da lui sconfitto e assassinato pochi anni prima. Tale episodio riaccese il desiderio di vendetta e la spinse a partecipare (o comunque a non opporsi) alla congiura regicida contro il marito, ordita dall'amante Elmichi e favorita dai Bizantini.
La sua vita intrisa di passione, violenza e barbarie ha ispirato nei secoli, soprattutto durante il Romanticismo, varie opere poetiche e letterarie: si ricordano in particolare le tragedie di Giovanni Rucellai (Rosmunda, 1516), di Vittorio Alfieri (Rosmunda, 1783), di Algernon Swinburne (Rosamond, 1860).

## Biografia
Figlia di Cunimondo, che era il re dei Gepidi, nacque quando il suo popolo era stanziato in Pannonia, in conflitto con i Longobardi. Nel 567 Cunimondo venne sconfitto e ucciso in battaglia da Alboino, re dei Longobardi. Alboino, già sposato dal 555 con Clodosvinta, figlia del re dei Franchi, Clotario I, dopo la sconfitta dei Gepidi, sposò Rosmunda, probabilmente per legare a sé i guerrieri superstiti di quel popolo. La nuova regina seguì Alboino in Italia, nel 568. Narra Paolo Diacono, nel secondo libro della sua Historia Langobardorum (Storia dei Longobardi), che Rosmunda organizzò la congiura che uccise Alboino, nel 572, in collaborazione con il nobile del seguito regale e suo amante, Elmichi.

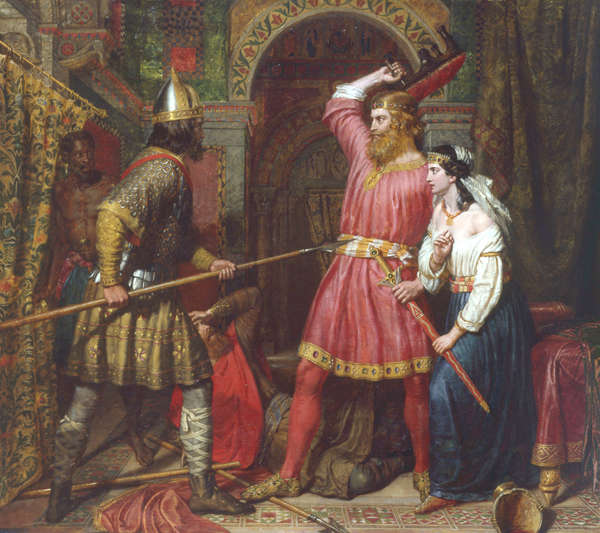
L'assassinio di Alboino, re dei Longobardi di Charles Landseer (1856)

Secondo la leggenda, dopo una notte di gozzoviglie a Verona, nella reggia che era stata di Teodorico, Alboino bevve vino in una coppa ottenuta dal cranio del padre di Rosmunda, Cunimondo e costrinse perfino la moglie a imitarlo. Per vendicarsi, quest'ultima legò al suo fodero la spada del marito, che all'arrivo dei congiurati guidati da Elmichi poté difendersi solo con uno scranno. Tale racconto deriva da una composizione poetica in lingua germanica, tramandata oralmente e ancora viva ai tempi di Paolo Diacono. Ne fornisce una versione in latino, più fedele all'originale, anche Agnello Ravennate, nel Liber Pontificalis Ecclesiae Ravennatis (XCVI).
Più prosaicamente, dietro alla leggenda Jörg Jarnut legge l'episodio come un tentativo di usurpazione da parte di Elmichi, appoggiato dalla regina, da alcuni guerrieri longobardi e gepidi aggregati all'esercito e appoggiato da Bisanzio. Ciò è possibile, così come è possibile che Alboino morisse di morte naturale. Secondo l'uso praticato dai longobardi, la regina vedova poteva scegliere il nuovo re, legittimandolo con un nuovo matrimonio.
La scelta avveniva su indicazione dell'assemblea dei guerrieri. Rosmunda trasmise il potere a Elmichi, appoggiato da una parte del popolo longobardo, in particolare la componente filoromana. La maggioranza, però, non gradì la scelta e un'altra assemblea dei guerrieri, convocata a Pavia, elesse Clefi. Rosmunda fuggì con Elmichi, il tesoro longobardo e la figlia di primo letto di Alboino, Alpsuinda, a Ravenna.
A Ravenna i due regicidi si sposarono, ma presto vennero divisi dall'odio (forse anche a causa di una relazione di Rosmunda con il prefetto bizantino, Longino). Rosmunda tentò di avvelenare Elmichi, ma questi, bevuto un sorso dalla coppa avvelenata, si rese conto dell'inganno e obbligò Rosmunda a bere a sua volta. Anche questa parte del racconto è di derivazione leggendaria. I fuggitivi potrebbero non aver neanche raggiunto Ravenna: Gregorio di Tours, contemporaneo degli avvenimenti, scrive infatti (Storie, IV, 41) che furono raggiunti e uccisi durante la fuga.

## Rosmunda nelle arti
La vicenda di Alboino e Rosmunda ispirò più volte la letteratura italiana. Ben tre sono le opere dal titolo Rosmunda: due tragedie, una di Giovanni di Bernardo Rucellai (1525), l'altra di Vittorio Alfieri (1783), e una commedia di Sem Benelli del 1911. Con il titolo "Rosmunda in Ravenna" esiste anche una tragedia di Amarilli Etrusca (Teresa Bandettini) stampata a Lucca nel 1827. Risale invece a una parodia giovanile di Achille Campanile l'espressione, poi entrata nel linguaggio corrente, "Bevi Rosmunda dal teschio di tuo padre!", ripresa più volte da canzoni e parodie.

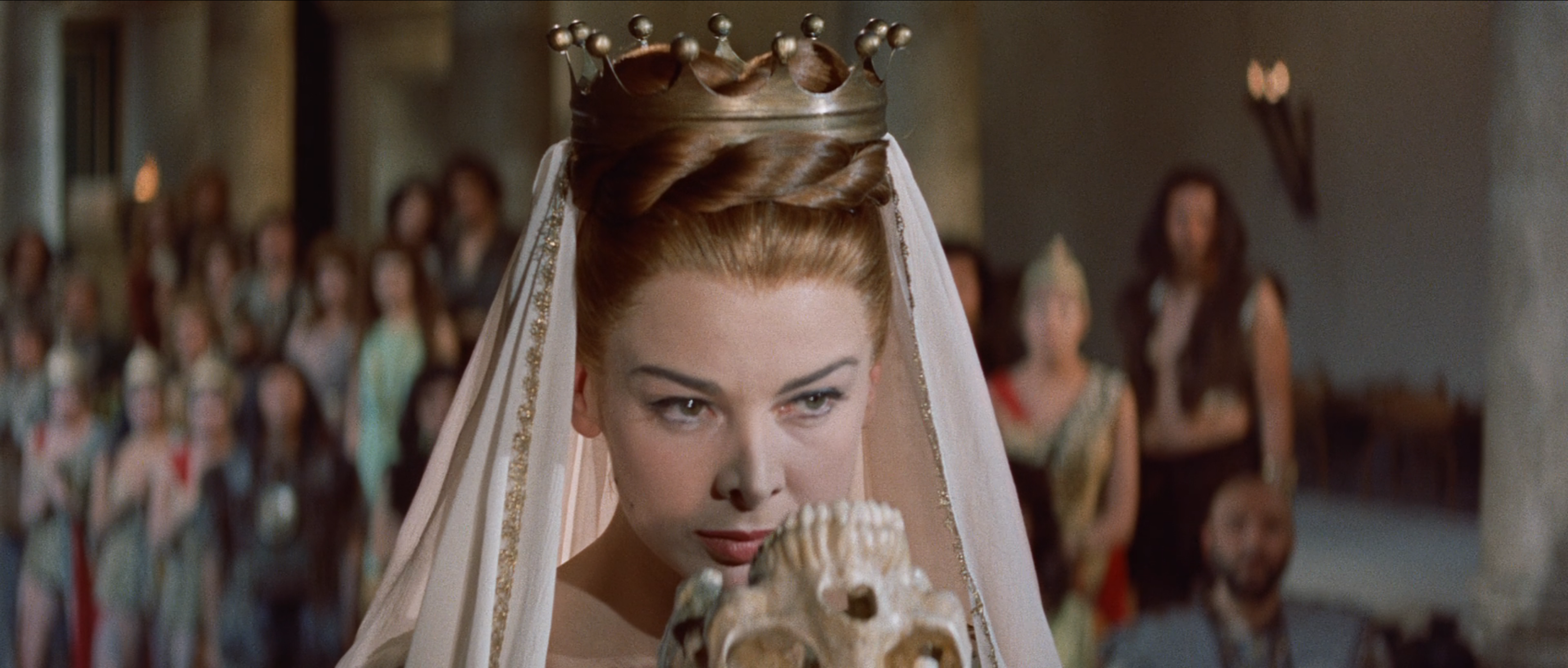
Eleonora Rossi Drago nel ruolo di Rosmunda nel film Rosmunda e Alboino (1961)

L'episodio della congiura ispirò anche almeno un film, diretto nel 1961 da Carlo Campogalliani: Rosmunda e Alboino. Nella tradizione della canzone popolare italiana, la vicenda di Rosmunda e di Elmichi rivive attraverso le diverse redazioni della canzone Donna Lumbarda, che sono state tramandate attraverso i secoli per via orale e che oggi sono state raccolte da etnomusicologi, cantastorie (che inseriscono regolarmente il brano nelle scalette dei propri concerti) e ricercatori.